# Campeonato Mundial de Clubes de voleibol femenino de la FIVB de 2016
El Campeonato Mundial de Clubes de voleibol femenino de la FIVB de 2016 es la décima edición del torneo y séptima desde su reanudación. Por primera vez se realizó en Manila.

## Equipos participantes
- Eczacıbaşı VitrA Istanbul, vigente campeón, invitado por la organización.[3]
- Pomi Casalmaggiore, campeón europeo.[4]
- Rexona-Sesc Río de Janeiro, campeón sudamericano.[5]
- Bangkok Glass, campeón asiático.[6]
- Hisamitsu Springs Kobe, invitado por la organización.[7]
- Vakıfbank Istanbul, invitado por la organización.[8]
- Vólero Zürich, invitado por la organización.[9]
- PSL Manila, equipo local.

### Grupos
| Grupo A - Eczacıbaşı VitrA Istanbul - Pomi Casalmaggiore - PSL Manila - Rexona-Sesc Río de Janeiro | Grupo B - Bangkok Glass - Hisamitsu Springs Kobe - Vakıfbank Istanbul - Vólero Zürich |

## Modo de disputa
El torneo consta de dos etapas. En la primera fase, los ocho equipos se dividen en dos grupos de cuatro integrantes, donde juegan todos contra todos una vez. Al finalizar esta etapa, los dos mejores equipos de cada grupo avanzan a las semifinales, mientras que los restantes equipos dejan de disputar el campeonato.
En la segunda fase se enfrentan los primeros de cada grupo con los segundos del otro grupo, es decir, el primero del grupo A con el segundo del grupo B y el primero del grupo A con el segundo del grupo B. Los ganadores de estos enfrentamientos disputan la final mientras que los perdedores disputan el partido por el tercer puesto.

## Sede
| Manila                                       |
| -------------------------------------------- |
|                                              |
| Mall of Asia Arena                           |
| 14°31′55″N 120°59′01″E / 14.53194, 120.98361 |
| Capacidad: 15 000 espectadores               |

## Primera fase

### Grupo A
| Pos. | Equipo                    | Pts | PG | PP | SG | SP | PG  | PP  |
| ---- | ------------------------- | --- | -- | -- | -- | -- | --- | --- |
| 1.º  | Eczacıbaşı VitrA Istanbul | 8   | 3  | 0  | 9  | 3  | 285 | 221 |
| 2.º  | Pomi Casalmaggiore        | 5   | 2  | 1  | 6  | 5  | 227 | 236 |
| 3.º  | Rexona-Sesc Rio           | 5   | 1  | 2  | 7  | 6  | 281 | 264 |
| 4.º  | PSL Manila                | 0   | 0  | 3  | 1  | 9  | 176 | 248 |

| Fecha         |                 | Res   |                 | Set 1 | Set 2 | Set 3 | Set 4 | Set 5 | Total   |
| ------------- | --------------- | ----- | --------------- | ----- | ----- | ----- | ----- | ----- | ------- |
| 18 de octubre | Casalmaggiore   | 0 - 3 | EV Istanbul     | 17-25 | 18-25 | 15-25 | —     | —     | 48-75   |
| 18 de octubre | PSL Manila      | 0 - 3 | Rexona-Sesc Rio | 15-25 | 13-25 | 20-25 | —     | —     | 48-75   |
| 19 de octubre | Casalmaggiore   | 3 - 2 | Rexona-Sesc Rio | 17-25 | 25-20 | 25-20 | 19-25 | 18-16 | 104-106 |
| 20 de octubre | Rexona-Sesc Rio | 2 - 3 | EV Istanbul     | 27-25 | 19-25 | 25-22 | 18-25 | 11-15 | 100-112 |
| 20 de octubre | PSL Manila      | 0 - 3 | Casalmaggiore   | 19-25 | 15-25 | 21-25 | —     | —     | 55-75   |
| 21 de octubre | PSL Manila      | 1 - 3 | EV Istanbul     | 17-25 | 17-25 | 25-23 | 14-25 | —     | 73-98   |

### Grupo B
| Pos. | Equipo                 | Pts | PG | PP | SG | SP | PG  | PP  |
| ---- | ---------------------- | --- | -- | -- | -- | -- | --- | --- |
| 1.º  | Vólero Zürich          | 8   | 3  | 0  | 9  | 0  | 261 | 210 |
| 2.º  | Vakıfbank Istanbul     | 7   | 2  | 1  | 8  | 4  | 273 | 250 |
| 3.º  | Hisamitsu Springs Kobe | 3   | 1  | 2  | 4  | 6  | 205 | 229 |
| 4.º  | Bangkok Glass          | 0   | 0  | 3  | 0  | 9  | 175 | 225 |

| Fecha         |                    | Res   |                    | Set 1 | Set 2 | Set 3 | Set 4 | Set 5 | Total  |
| ------------- | ------------------ | ----- | ------------------ | ----- | ----- | ----- | ----- | ----- | ------ |
| 18 de octubre | Vakıfbank Istanbul | 3 - 1 | Hisamitsu SK       | 25-15 | 25-15 | 29-31 | 25-18 | —     | 102-79 |
| 18 de octubre | Vólero Zürich      | 3 - 0 | Bangkok Glass      | 25-21 | 25-19 | 25-23 | —     | —     | 75-63  |
| 19 de octubre | Vólero Zürich      | 3 - 0 | Hisamitsu SK       | 25-19 | 25-15 | 25-17 | —     | —     | 75-51  |
| 20 de octubre | Bangkok Glass      | 0 - 3 | Hisamitsu SK       | 14-25 | 18-25 | 20-25 | —     | —     | 52-75  |
| 20 de octubre | Vólero Zürich      | 3 - 2 | Vakıfbank Istanbul | 25-22 | 27-25 | 16-25 | 12-25 | 16-14 | 96-111 |
| 21 de octubre | Vakıfbank Istanbul | 3 - 0 | Bangkokg Glass     | 25-19 | 25-23 | 25-18 | —     | —     | 75-60  |

## Quinto al octavo puesto

### Partido previo
| Fecha         |                 | Res   |                | Set 1 | Set 2 | Set 3 | Set 4 | Set 5 | Total |
| ------------- | --------------- | ----- | -------------- | ----- | ----- | ----- | ----- | ----- | ----- |
| 22 de octubre | Rexona-Sesc Rio | 3 - 0 | Bangkokg Glass | 25-19 | 25-15 | 25-20 | —     | —     | 75-54 |
| 22 de octubre | Hisamitsu SK    | 3 - 0 | PSL Manila     | 25-15 | 25-18 | 25-21 | —     | —     | 75-54 |

### Séptimo puesto
| Fecha         |               | Res   |            | Set 1 | Set 2 | Set 3 | Set 4 | Set 5 | Total |
| ------------- | ------------- | ----- | ---------- | ----- | ----- | ----- | ----- | ----- | ----- |
| 23 de octubre | Bangkok Glass | 3 - 0 | PSL Manila | 25-16 | 25-23 | 25-20 | —     | —     | 75-59 |

### Quinto puesto
| Fecha         |                 | Res   |              | Set 1 | Set 2 | Set 3 | Set 4 | Set 5 | Total   |
| ------------- | --------------- | ----- | ------------ | ----- | ----- | ----- | ----- | ----- | ------- |
| 23 de octubre | Rexona-Sesc Rio | 3 - 2 | Hisamitsu SK | 20-25 | 25-22 | 25-15 | 30-32 | 15-7  | 115-101 |

## Segunda fase
|  | Semifinales               | Semifinales               | Semifinales        |                    |                           | Final                     | Final              | Final        |  |
|  |                           |                           |                    |                    |                           |                           |                    |              |  |
|  |                           |                           |                    |                    |                           |                           |                    |              |  |
|  | Eczacıbaşı VitrA Istanbul | Eczacıbaşı VitrA Istanbul | 3                  |                    |                           |                           |                    |              |  |
|  | Eczacıbaşı VitrA Istanbul | Eczacıbaşı VitrA Istanbul | 3                  |                    |                           |                           |                    |              |  |
|  | Vakıfbank Istanbul        | Vakıfbank Istanbul        | 1                  |                    |                           |                           |                    |              |  |
|  | Vakıfbank Istanbul        | Vakıfbank Istanbul        | 1                  |                    | Eczacıbaşı VitrA Istanbul | Eczacıbaşı VitrA Istanbul | 3                  |              |  |
|  |                           |                           |                    |                    | Eczacıbaşı VitrA Istanbul | Eczacıbaşı VitrA Istanbul | 3                  |              |  |
|  |                           |                           | Pomi Casalmaggiore | Pomi Casalmaggiore | 2                         |                           |                    |              |  |
|  | Vólero Zürich             | Vólero Zürich             | Pomi Casalmaggiore | Pomi Casalmaggiore | 2                         | 1                         |                    |              |  |
|  | Vólero Zürich             | Vólero Zürich             |                    |                    |                           | 1                         |                    |              |  |
|  | Pomi Casalmaggiore        | Pomi Casalmaggiore        | 3                  |                    |                           | Tercer lugar              | Tercer lugar       | Tercer lugar |  |
|  | Pomi Casalmaggiore        | Pomi Casalmaggiore        | 3                  |                    |                           | Tercer lugar              | Tercer lugar       | Tercer lugar |  |
|  |                           |                           |                    |                    |                           |                           |                    |              |  |
|  |                           |                           |                    |                    |                           | Vakıfbank Istanbul        | Vakıfbank Istanbul | 3            |  |
|  |                           |                           |                    |                    |                           | Vakıfbank Istanbul        | Vakıfbank Istanbul | 3            |  |
|  |                           |                           |                    |                    |                           | Vólero Zürich             | Vólero Zürich      | 1            |  |
|  |                           |                           |                    |                    |                           | Vólero Zürich             | Vólero Zürich      | 1            |  |
|  |                           |                           |                    |                    |                           |                           |                    |              |  |

### Semifinales
| Fecha         |               | Res   |                    | Set 1 | Set 2 | Set 3 | Set 4 | Set 5 | Total  |
| ------------- | ------------- | ----- | ------------------ | ----- | ----- | ----- | ----- | ----- | ------ |
| 22 de octubre | EV Istanbul   | 3 - 1 | Vakıfbank Istanbul | 25-23 | 19-25 | 25-17 | 25-23 | —     | 94-88  |
| 22 de octubre | Vólero Zürich | 1 - 3 | Casalmaggiore      | 27-25 | 23-25 | 17-25 | 23-25 | —     | 90-100 |

### Tercer puesto
| Fecha         |               | Res   |                    | Set 1 | Set 2 | Set 3 | Set 4 | Set 5 | Total |
| ------------- | ------------- | ----- | ------------------ | ----- | ----- | ----- | ----- | ----- | ----- |
| 23 de octubre | Vólero Zürich | 1 - 3 | Vakıfbank Istanbul | 14-25 | 25-21 | 22-25 | 11-25 | —     | 72-96 |

### Final
| Fecha         |             | Res   |               | Set 1 | Set 2 | Set 3 | Set 4 | Set 5 | Total  |
| ------------- | ----------- | ----- | ------------- | ----- | ----- | ----- | ----- | ----- | ------ |
| 23 de octubre | EV Istanbul | 3 - 2 | Casalmaggiore | 25-19 | 20-25 | 25-19 | 22-25 | 15-11 | 107-99 |

## Posiciones finales
| Pos.              | Equipo                    |
| ----------------- | ------------------------- |
| Medalla de oro    | Eczacıbaşı VitrA Istanbul |
| Medalla de plata  | Pomi Casalmaggiore        |
| Medalla de bronce | Vakıfbank Istanbul        |
| 4.º               | Vólero Zürich             |
| 5.º               | Rexona-Sesc Rio           |
| 6.º               | Hisamitsu Springs Kobe    |
| 7.º               | Bangkok Glass             |
| 8.º               | PSL Manila                |

| Campeón Mundial de Clubes            |
| ------------------------------------ |
| Eczacıbaşı VitrA Istanbul 2.º título |

| Plantel de jugadoras |
| Gizem Asçi, Gülden Kayalar Kuzubaşıoğlu, Tijana Bošković, Simge Aköz, Thaísa Menezes, Hande Baladın, Rachael Adams, Büşra Cansu, Jordan Larson, Nilay Özdemir, Gözde Yılmaz, Tatiana Kosheleva, Ceylan Arısan, Neslihan Demir , Maja Ognjenović |
| Entrenador |
| Massimo Barbolini |

## Premios

### Jugadoras
- Jugadora más valiosa

 Tijana Bošković (Eczacıbaşı VitrA Istanbul)
| - Mejor opuesta Tijana Bošković (Eczacıbaşı VitrA Istanbul) - Mejor líbero Fabiana de Oliveira (Rexona-Sesc Río de Janeiro) - Mejor armadora Carli Lloyd (Pomi Casalmaggiore) | - Mejores bloqueadoras Foluke Akinradewo (Vólero Zürich) Milena Rašić (Vakıfbank Istanbul) - Mejores puntas Zhu Ting (Vakıfbank Istanbul) Tatiana Kosheleva (Eczacıbaşı VitrA Istanbul) |